# Gilda Manolescu
Gilda Manolescu (n. 15 iulie 1974 – d. 2008) a fost o actriță română de film.

## Biografie
Gilda Manolescu a fost un copil-actor. Ea a devenit bine cunoscută și recunoscută după interpretarea rolului principal, Maria, din filmul fantezie româno-sovietic Maria Mirabela (1981), regizat de Ion Popescu-Gopo în colaborare cu Natalia Bodiul.
După premiera filmului a plecat în Germania cu mama ei și s-a stabilit acolo.
Ea a murit în 2008 din cauza unei insuficiențe renale.

## Filmografie
- Maria Mirabela (1981) - Maria